# Brotherhood (musikalbum)
Brotherhood är brittiska musikgruppen New Orders fjärde studioalbum, släppt den 29 september 1986 på Factory Records. På albumet blandas postpunk och elektroniska stilar, mycket uppdelat på sidorna. New Order kom sedan inte att använda gitarren som huvudinstrument förrän Get Ready 2001.

## Låtlista
Alla låtar skrivna av medlemmar i New Order.
Sida ett
1. "Paradise" – 3:50
2. "Weirdo" – 3:52
3. "As It Is When It Was" – 3:46
4. "Broken Promise" – 3:47
5. "Way of Life" – 4:06

Sida två
1. "Bizarre Love Triangle" – 4:22
2. "All Day Long" – 5:12
3. "Angel Dust" – 3:44
4. "Every Little Counts" – 4:28

Vissa versioner, som återutgåvan 1993 på London Records och Collector's Edition från 2008, innehåller 12"-versionen av "State of the Nation" som bonusspår (vilket den inte listas som). Den är identisk med versionen på Substance.

### Bonus-CD på Collector's Edition från 2008
1. "State of the Nation" (12" mix)
2. "Bizarre Love Triangle" (12" Version)
3. "1963" (12" Version)
4. "True Faith" (Shep Pettibone Remix) (12" Version)
5. "Touched by the Hand of God" (12" Version)
6. "Blue Monday '88"
7. "Evil Dust"
8. "True Faith" (Eschreamer Dub) (felaktigt listad som "True Faith (True Dub)")
9. "Blue Monday '88 dub" (felaktigt listad som "Beach Buggy")

## Medverkande

### New Order
- Bernard Sumner – sång, elgitarr, synthesizer, programmering
- Peter Hook – basgitarr, elektroniska trummor, bakgrundssång
- Stephen Morris – trummor, synthesizer, programmering
- Gillian Gilbert – synthesizer, programmering, gitarr, bakgrundssång

- New Order – produktion
- Michael Johnson – ljudtekniker

## Släppdetaljer
- Storbritannien, vinylskiva – Factory Records (FACT 150)
- Storbritannien, Kassettband – Factory Records (FACT 150C)
- USA, grammofonskiva – Qwest (25511-1)
- USA, kassettband – Qwest (9 25511-4)
- Kanada, CD – Factory Records / PolyGram (830 527-2)
- Storbritannien, CD (återutgåva 1993) – London Records (520 021-2)

## Listplaceringar
| Lista (1986)   | Position |
| -------------- | -------- |
| Australien     | 15       |
| Nya Zeeland    | 22       |
| Storbritannien | 9        |
| Sverige        | 33       |
| USA            | 117      |